# Power To The People: The Hits
Power to the People: The Hits –en español: «Poder de la gente: Los éxitos»– es un álbum recopilatorio reuniendo las canciones más populares de John Lennon, como parte de la colección "Gimme Some Truth". Está disponible como un estándar de 15 pistas del disco y el paquete de descarga, y como una "edición Experience" ampliado con un DVD de 15 pistas.

## Lista de canciones
Todas las canciones fueron escritas y compuestas por John Lennon, excepto donde se indique.
1. . "Power to the People" - 3:17
2. . "Gimme Some Truth" - 3:16
3. . "Woman" - 3:26
4. . "Instant Karma!" - 3:20
5. . "Whatever Gets You thru the Night" - 3:19
6. . "Cold Turkey" - 5:01
7. . "Jealous Guy" - 4:14
8. . "#9 Dream" - 4:46
9. . "(Just Like) Starting Over" - 3:55
10. . "Mind Games" - 4:11
11. . "Watching the Wheels" - 3:31
12. . "Imagine" - 3:02
13. . "Stand by Me" (Ben E. King, Jerry Leiber, Mike Stoller) - 3:27
14. . "Happy Xmas (War Is Over)" (John Lennon, Yoko Ono)
15. . "Give Peace a Chance" - 4:52